# Publius Cornelius Scipio (Konsul 218 v. Chr.)
Publius Cornelius Scipio († 211 v. Chr.) war einer der führenden Feldherren und Staatsmänner der römischen Republik während der ersten Phase des Zweiten Punischen Krieges. Er entstammte der Familie der Scipionen, einem Zweig des bedeutenden römischen Patriziergeschlechts der Cornelier. Als Konsul des Jahres 218 v. Chr. konnte er Hannibals Vormarsch von Spanien nach Norditalien nicht stoppen und musste bei ersten Kämpfen auf italienischem Boden Niederlagen gegen den großen Punier einstecken. Dagegen gelang es ihm bei seinen späteren Kämpfen in Spanien, die er gemeinsam mit seinem älteren Bruder Gnaeus Cornelius Scipio Calvus führte, gewisse militärische Erfolge zu erzielen und die punische Herrschaft auf der Iberischen Halbinsel zu erschüttern. 211 v. Chr. fiel er in einer Schlacht gegen die Karthager, ebenso sein Bruder nur einen Monat später.

## Konsulat 218 v. Chr.
Publius Cornelius Scipio war der Sohn des Konsuls von 259 v. Chr., Lucius Cornelius Scipio, sowie der jüngere Bruder des Konsuls von 222 v. Chr., Gnaeus Cornelius Scipio Calvus. Über seine frühe Laufbahn ist nichts bekannt. Gemeinsam mit Tiberius Sempronius Longus war er römischer Konsul im Jahr 218 v. Chr., dem ersten Jahr des Zweiten Punischen Krieges. Während Scipio in Spanien einfallen sollte, hatte Longus auf Sizilien Truppen und Seestreitkräfte für eine Invasion in Nordafrika zusammenzuziehen.
Die Abfahrt Scipios aus Italien verzögerte sich aufgrund eines Aufstandes der Insubrer und Boier, der durch die Anlage der römischen Kolonien Placentia (das heutige Piacenza) und Cremona (Anfang 218 v. Chr.) sowie die Aussicht auf das Eintreffen Hannibals ausgelöst wurde. Der Prätor Gaius Atilius Serranus musste mit einer der beiden Legionen Scipios dem in einen Hinterhalt der Boier geratenen Prätor Lucius Manlius Vulso zu Hilfe eilen, so dass sich Scipio genötigt sah, weitere Rekrutierungen durchzuführen. Laut dem Historiker Appian verließ Scipio schließlich Italien mit 10.000 Fußsoldaten und 700 Reitern auf 60 Schiffen.
In fünf Tagen segelte Scipio von Pisa nach Massalia (dem heutigen Marseille), das er etwa im September 218 v. Chr. erreichte. In der Nähe des großen Mündungsarms der Rhone schlug er sein Lager auf und ließ seine seekranken Soldaten von der Seereise erholen. Bald wurde er von der Meldung überrascht, dass Hannibal inzwischen die Pyrenäen überschritten hatte und durch schnelles Marschtempo etwa zur gleichen Zeit wie der Konsul an der Rhône angekommen war. Es gelang dem Punier, die durch Kämpfe gegen den Stamm der Volker erschwerte Überquerung des Flusses mit seinen Truppen rechtzeitig zu bewerkstelligen. Laut Polybios befand sich die nicht genau lokalisierte Übergangsstelle knapp vier Tagesmärsche vom Meer entfernt. Während die Flussquerung der punischen Truppen noch nicht ganz abgeschlossen war, trafen 300 römische Reiter, die für Scipio die Pläne des Gegners auskundschaften sollten, auf 500 von Hannibal ebenfalls zu Aufklärungszwecken entsandte numidische Kavalleristen, konnten sich aber in einem erbitterten und verlustreichen Gefecht siegreich behaupten.
Da Hannibals Streitkräfte drei Tage Vorsprung hatten und eilends die Rhône stromaufwärts zogen, ließ Scipio sich nicht auf deren Verfolgung ein. Er wollte möglichst rasch zurückkehren, um die Verteidigung Norditaliens zu organisieren. Den Großteil seiner Armee unterstellte er seinem Bruder Gnaeus, der mit dieser Streitmacht die in Spanien stationierten karthagischen Truppen bekämpfen sollte. Damit traf Scipio eine für die Römer günstige strategische Entscheidung, weil die Punier sich auch auf Spanien als Kriegsschauplatz konzentrieren mussten und der dort kämpfende Hasdrubal jahrelang seinem Bruder Hannibal in Italien nicht zu Hilfe kommen konnte.
Scipio segelte wieder nach Italien, machte wohl in Genua Zwischenstation und landete in Pisa. Nach einem Marsch durch Etrurien übernahm er den Befehl über das Heer der Prätoren Gaius Atilius Serranus und Lucius Manlius Vulso und suchte möglichst rasch die Truppen Hannibals abzufangen, dem durch eine Überquerung der Alpen der Einfall in Norditalien gelungen war. Der Konsul zog mit seinen Truppen zunächst zum Po und überschritt ihn wohl bei Placentia. Er folgte dem Flusslauf nach Westen, errichtete eine provisorische, durch eine kleine Besatzung gesicherte Brücke über den Ticinus und überquerte auch diesen Fluss. Bald darauf stieß er mit seiner Reiterei und den Leichtbewaffneten auf die Kavallerie Hannibals. Es kam zu einem Gefecht am Ticinus, das sich wohl in Wirklichkeit eher westlich des Ticinus und nördlich des Po nahe beim heutigen Lomello abspielte. Die Römer verloren die Schlacht. Scipio selbst wurde schwer verwundet und nach einer Version von seinem erst 17-jährigen Sohn Publius Cornelius Scipio Africanus gerettet. Livius erwähnt aber, dass Scipio sein Leben laut Lucius Coelius Antipater vielmehr einem ligurischen Sklaven zu verdanken gehabt hätte.
Der verletzte Konsul zog sich nun sehr rasch über den Ticinus zurück, ließ die darüberführende Brücke zerstören, überschritt daraufhin wieder den Po und errichtete seinen ersten Stützpunkt nahe Placentia. Hannibal verfolgte Scipio schnell, erhielt nun Unterstützung von vielen umwohnenden Kelten, die bisher abwartend geblieben waren, und schlug sein Lager nahe jenem des Konsuls auf. Dieser nahm eine Herausforderung der Punier zum Kampf nicht an. Scipios keltische Hilfstruppen ermordeten aber des Nachts viele in ihrer Nähe liegende Römer, enthaupteten sie und gingen zu Hannibal über. Der über diesen Verrat verärgerte Konsul befürchtete, dass nun alle Kelten der Gallia cisalpina abfallen würden und suchte einen sichereren Platz zu erreichen. Daher rückte er nachts gegen die Trebia vor und konnte den Fluss mit dem Großteil seines Heeres rechtzeitig überqueren, weil die verspätet nachfolgenden Numider zuerst das verlassene römische Lager plünderten. Auf den Anhöhen des anderen Flussufers errichtete Scipio seine neue Verschanzung. Hier wartete er auf das Eintreffen seines aus Sizilien zurückberufenen Amtskollegen Tiberius Sempronius Longus.
Longus kam mit seinem Heer im Dezember 218 v. Chr. in Scipios Lager an. Er übernahm, da Scipio noch immer an seinen Wunden laborierte, das Kommando. Gemäß der scipionenfreundlichen Überlieferung soll Longus selbstsüchtig nach einem Sieg über Hannibal gestrebt, Scipio hingegen dringend von einer Schlacht abgeraten haben. Jedenfalls war Scipio aufgrund seiner Verletzung nicht aktiv an der nun folgenden Schlacht an der Trebia beteiligt. Hannibal reizte Longus an einem kalten Wintertag mit Schneeregen zu diesem Kampf, verleitete das römische Heer zur Durchquerung des angeschwollenen Flusses auf die andere Seite, wo die ausgeruhten Punier lagerten, und brachte den erschöpften Gegnern eine deutliche Niederlage bei. Etwa 10.000 römische Infanteristen konnten wohl unter Longus’ Führung die karthagischen Linien durchbrechen und nach Placentia gelangen. Das schlechte Wetter und die hochwasserführende Trebia hinderten die Punier, das römische Lager am anderen Ufer anzugreifen. In der folgenden Nacht konnte Scipio mit den Resten der römischen Truppen auf Flößen ebenfalls den Fluss überqueren und unbehelligt nach Placentia marschieren. Der Althistoriker Friedrich Münzer lokalisiert das Lager der beiden Konsuln am westlichen und das Schlachtfeld am östlichen Ufer der Trebia südlich von Placentia, während andere Fachkollegen wie Johannes Kromayer die genau umgekehrte Verteilung annehmen. Von Placentia führte Scipio seine Truppen nach Cremona, wo er überwinterte.

## Kämpfe in Spanien und Tod
Nachdem Publius Scipios Bruder Gnaeus Anfang 217 v. Chr. Hannibals Bruder Hasdrubal in einer Seeschlacht an der Mündung des Ebro besiegt hatte, entsandte der Senat Publius Scipio mit prolongiertem Imperium als Prokonsul nach Spanien, wo nun beide Brüder gemeinsam Krieg führen sollten. Polybios beziffert die Zahl der Schiffe, auf denen Scipio mit seiner Armee zur Iberischen Halbinsel segelte, auf 20, Livius hingegen auf 30. Der letztere Historiker gibt ferner an, dass die Stärke von Scipios Heer 8000 Mann betrug. Der Prokonsul landete im Sommer 217 v. Chr. in Tarraco (heute Tarragona) und vereinigte sich mit seinem Bruder Gnaeus. Beide überschritten erstmals den Ebro und marschierten gegen Sagunt. Die Flotte folgte ihnen entlang der Küste. Hannibal hatte die Söhne hochrangiger Spanier, die aus für unzuverlässig geltenden Gemeinden stammten, als Geiseln in Sagunt unter Bewachung stellen lassen, um sich der Treue dieser Städte zu versichern. Ein vornehmer Spanier namens Abelux beschloss aber einen Seitenwechsel, täuschte den einfältigen karthagischen Kommandanten Bostar mit einer List und konnte so die Geiseln den Römern übergeben. Die Scipionen entließen die Gefangenen in ihre Heimat und erwarben sich damit bei vielen iberischen Stämmen Sympathien. Danach begaben sie sich mit den Streitkräften in die Winterquartiere nördlich des Ebro.
Für die weiteren Taten der Scipio-Brüder in den nächsten Jahren in Spanien ist der Text des Polybios nicht erhalten und daher die wesentlich unzuverlässigere Darstellung des Livius die Hauptquelle, die oft bei chronologischen und topographischen Angaben ungenau ist, bisweilen offensichtliche Dubletten  aufweist und übertreibende Darstellungen der römischen Erfolge enthält.
Nach dem großen Sieg Hannibals in der Schlacht von Cannae (216 v. Chr.) erhielt Hasdrubal von Karthago den Auftrag, mit seinen Truppen auf dem Landweg Spanien zu verlassen und seinen siegreichen Bruder in Italien zu unterstützen. Doch die beiden Scipionen blockierten mit ihren Truppen Hasdrubals Vormarsch bei der Stadt Hibera am Ebro und besiegten ihn hier in einer Schlacht im Herbst 216 v. Chr. so deutlich, dass er sein Vorhaben aufgeben und in Spanien bleiben musste. Daher konnten die Scipionen nach Rom melden, dass Hasdrubal für Italien vorläufig keine Bedrohung darstelle. Im Sommer 215 v. Chr. baten sie eindringlich, ihren erschöpften Truppen Kleidung, Getreidevorräte und Gelder zu schicken. Ihrer Forderung wurde von Rom, das sich durch die Kriegsfolgen in einer ernsten Finanzkrise befand, unter großen Mühen entsprochen. Nachdem die gewünschten Mittel in Spanien eingetroffen waren, kamen die Scipionen mit etwa 16.000 Soldaten der zu den Römern übergegangenen, wohl nahe dem heutigen Jaén in Andalusien gelegenen Stadt Iliturgi zu Hilfe, die von den drei punischen Kommandanten Hasdrubal, dessen Bruder Mago und einem Hannibal, dem Sohn Bomilkars, belagert wurde. Livius schreibt den Brüdern einen großen Sieg gegen die zahlenmäßig weit überlegenen Gegner zu. Danach sollen sie auch eine Attacke der Karthager auf die Stadt Intibili erfolgreich abgewehrt haben; angeblich seien nun fast alle iberischen Stämme zu den Römern übergegangen.
214 v. Chr. kämpften Hasdrubal und Mago erfolgreich gegen zahlreiche Spanier, so dass der Abfall romtreuer iberischer Gebiete drohte. Daraufhin überschritt Publius Scipio den Ebro und marschierte bis zu einer Örtlichkeit namens Castrum Album, wo er sein Lager bezog. Die Römer erlitten aber Verluste und konnten ihre vorgeschobene Stellung nicht behaupten, so dass sie den Rückzug antraten und sich in Mons Victoriae verschanzten, dessen Lage unbekannt ist. Hierher kam Gnaeus Scipio mit seiner ganzen Armee seinem Bruder Publius zu Hilfe. Die Scipionen sahen sich einem von drei punischen Feldherren befehligten Heer gegenüber. Als Publius Scipio mit der leichten Kavallerie zur Auskundschaftung der Gegner ausritt, wurde er umzingelt, aber von seinem Bruder befreit. Die bedeutende, lange mit Karthago verbündete und in Hochandalusien gelegene Stadt Castulo, aus der Hannibals Gattin Imilke stammte, fiel nun zu den Römern ab. Gnaeus Scipio entsetzte dann angeblich äußerst erfolgreich das von den Karthagern belagerte Iliturgi – wohl eine Dublette zur ähnlichen livianischen Erzählung des Vorjahres – und befreite gleichermaßen die Stadt Bigerra. Livius schreibt den Römern einen weiteren Sieg bei Munda (beim heutigen Córdoba) zu, der aber aufgrund einer Verwundung des Gnaeus Scipio nicht vollständig hätte ausgenützt werden können. Im Anschluss sollen den Scipionen noch weitere Erfolge gelungen sein; insbesondere hätten sie Sagunt wieder erobert – dessen Einnahme durch Hannibal eine der wesentlichen Gründe für den Zweiten Punischen Krieg gewesen war. Die Römer gaben Sagunt ihren früheren Einwohnern zurück und unterwarfen deren alte Feinde, die Turdetaner. Livius’ Angabe, dass Sagunt acht Jahre nach der karthagischen Eroberung wiedergewonnen worden sei, deutet aber darauf hin, dass die Stadt 212 v. Chr. (und nicht, wie Livius meint, 214 v. Chr.) den Römern in die Hände fiel.
Im nächsten Jahr 213 v. Chr. nahmen die Scipionen Verbindung mit Syphax, einem König Numidiens, auf, der sich gegen Karthago empört hatte. Die Punier wandten sich daraufhin an einen anderen numidischen König, Gala, um Hilfe, dessen junger Sohn Massinissa diese Aufgabe übernahm. Außerdem wurde Hasdrubal mit einem Teil seiner Truppen aus Spanien zurückberufen. Die Römer konnten aber auf der Iberischen Halbinsel trotzdem keine größeren Erfolge erzielen.
Anfang 211 v. Chr. wollten die Scipionen einen Hauptschlag gegen die Karthager führen. Sie hatten ihr Heer um 20.000 neuangeworbene Keltiberer verstärkt und teilten nun ihre Truppen. Publius Scipio hatte mit zwei Dritteln der Armee gegen Hannibals Bruder Mago und einen Hasdrubal, den Sohn Gisgos, vorzugehen. Die Aufgabe von Gnaeus Scipio bestand hingegen darin, mit dem restlichen Drittel der Streitkräfte und den keltiberischen Hilfstruppen den nach der Niederwerfung Syphax’ nach Spanien zurückgekehrten Hannibal-Bruder Hasdrubal zu bekämpfen. Die Scipionen trennten sich bei der Stadt Amtorgis. Publius Scipio zog los, wurde allerdings später in seinem Lager ständig von der numidischen Reiterei des nach Spanien übergesetzten Massinissa beunruhigt Als er erfuhr, dass auch Indibilis mit 7500 Suessetanern gegen ihn marschierte, beschloss er zur Verhinderung seiner völligen Einschließung bei Nacht sein Lager zu verlassen und Indibilis entgegenzuziehen. Er traf auf diesen Gegner, aber bald erschienen zuerst Massinissa und kurz darauf auch die karthagischen Kommandanten Mago und Hasdrubal, der Sohn Gisgos, auf dem Kampfplatz. Die Römer wurden zwischen den gegnerischen Truppen aufgerieben und Publius Scipio von einem Speer durchbohrt und getötet. Nur einen Monat später fiel auch sein Bruder Gnaeus.
Publius Cornelius Scipio Africanus übernahm nach dem Tod seines Vaters Publius Scipio und demjenigen seines Onkels Gnaeus Scipio das Oberkommando in Spanien. Er konnte die Karthager in jahrelangen Kämpfen von der Iberischen Halbinsel vertreiben und schließlich den Zweiten Punischen Krieg siegreich beenden.